# Nậm Nhè
Nậm Nhè là một con sông đổ ra Nậm Nhạt. Sông có chiều dài 96 km và diện tích lưu vực là 1.337 km². Nậm Nhè chảy qua các tỉnh Lai Châu, Điện Biên..

## Chỉ dẫn
1. ↑  Đây là lỗi đọc tên từ bản đồ khi lập Danh mục lưu vực sông liên tỉnh, vì tại các tỉnh Lai Châu, Điện Biên không có "Nậm Nhè" mà chỉ có Nậm Nhé thôi. 
Theo Bản đồ tỷ lệ 1:50.000 tờ F-48- 38C & 38D thì Nậm Nhé đổ vào Nậm Chà, Nậm Chà đổ vào Nậm Nhạt rồi vào sông Đà.